# Christus Koning (Tlalnepantla)
Het standbeeld Christus Koning, ook: De Verrezen Christus, (Spaans: Cristo Rey, Cristo Resucitado), is een 33 meter hoog beeld van Jezus Christus op een kerkhof in Tlalnepantla in de staat Mexico, Mexico.
Het beeld van de Mexicaanse beeldhouwer David Gutiérrez Becerril werd in 1981 voltooid.

## Beschrijving
Het monument staat op een hoogte in het centrum van de "Tuin der Nagedachtenis", een groot kerkhof. De totale hoogte meet 40 meter, waarvan een sokkel van zeven meter. Het beeld werd vervaardigd van rode steenblokken. Eind jaren 1970 werd met de bouw begonnen; in 1981 volgde de voltooiing en wijding.
Met zijn 33 meter geldt het beeld als een van de hoogste Christusbeelden ter wereld.